# Hollywood North
Als Hollywood North versteht man in Nordamerika Kanada, weil das Land neben den USA über mehrere große Filmstudios verfügt, die sich vorwiegend in Toronto und in Vancouver angesiedelt haben. Heute ist Kanada nach den Städten Los Angeles und New York City der drittgrößte Filmproduktionsstandort in Nordamerika.

## Begriffsherkunft
Die Bezeichnung Hollywood North in Verbindung mit Kanada geht bis auf das Jahr 1981 zurück und hat sich vor allem aufgrund der Buchveröffentlichung von James Forrester mit dem Titel The Feature Film Industry in British Columbia eingebürgert. Eigentlich bezog sich der Begriff Hollywood North auf die Filmstudios in Vancouver. Da jedoch vor allem in den vergangenen Jahren die Filmproduktionszahlen nicht nur in Vancouver, sondern auch in Toronto zunahmen, hat sich der Begriff auf ganz Kanada bzw. die kanadische Filmindustrie ausgedehnt.

## Vancouver

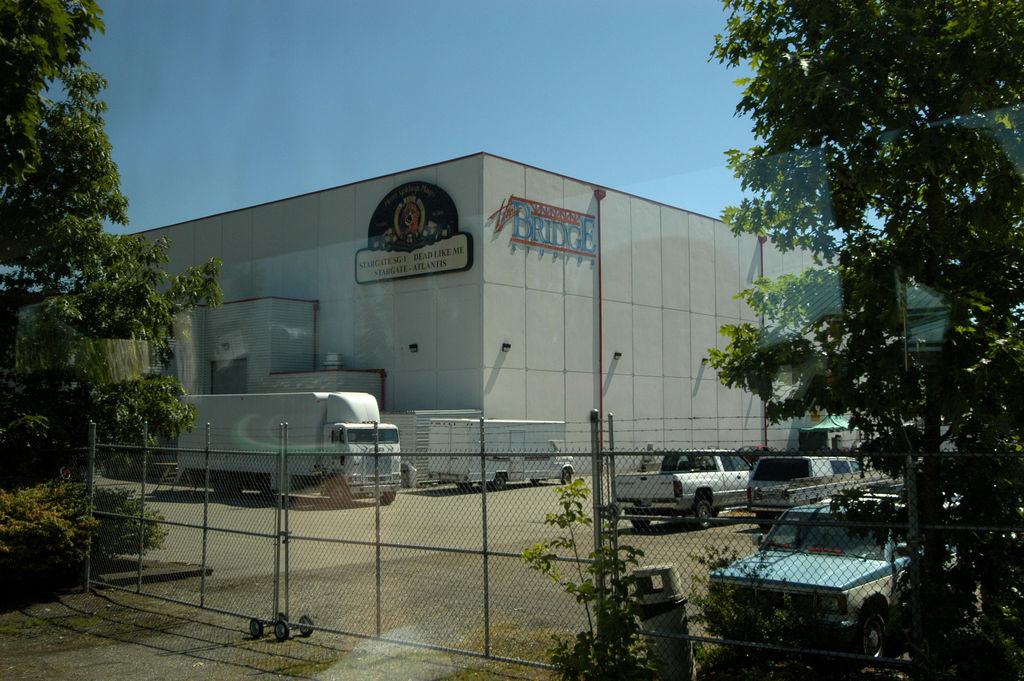
Bridge Studios in Vancouver, Kanada

Vancouver ist als Filmproduktionsstandort seit nahezu einem Jahrhundert attraktiv. Anfangs wurden Filme wie The Cowpuncher's Glove und The Ship's Husband im Jahr 1910 von der Edison Manufacturing Company produziert. Als Produktionszentrum in British Columbia und Hauptsitz des größten Filmstudios außerhalb der Vereinigten Staaten, haben sich dort die Vancouver Film Studios angesiedelt. Im nördlichen Vancouver befinden sich auch die Bridge Studios. Dies führte dazu, dass auch in den Nachbarstädten und Provinzen die Zahl der Filmproduktionen zunahmen. Im Jahr 2002 wurden 75 % der kanadischen Filme in Ontario oder in British Columbia produziert. *Vancouver zählt zu der drittgrößten Filmproduktionsstadt in Nordamerika nach Los Angeles und New York.* Für reine TV-Produktionen nimmt Vancouver den zweiten Platz ein nach Los Angeles. Die North Shore Studios (früher LionsGate Studios) sowie die Vancouver-Filmstudios zählen zu den größten Filmstudios die über eine große Fläche, Equipment und Kenntnisse in Spezialeffekten haben. Vor allem die Vancouver-Filmstudios verfügen über die größten Filmproduktionsstudios außerhalb von Los Angeles. Die Bridge Studios in Burnaby, British Columbia verfügt über die größte Special Effects Anlage in ganz Nordamerika. Ein weiteres großes Filmstudio befindet sich in Burnaby, British Columbia. Das Canadian Motion Picture Park verfügt über 11 Produktionshallen und weitere Verwaltungs- und Lagerräume.
Die British Columbia Film Commission veröffentlichte im Jahr 2012 folgende Zahlen. 2012 wurden über 200 Filmproduktionen in British Columbia fertig produziert. Darunter fallen u. a. 82 Spielfilme, 58 TV-Serien und 72 TV-Filme. Im Jahr 2006 investierte die Filmindustrie 1,2 Milliarden Dollar für Filmprojekte. Auch die Weltwirtschaftskrise ging nicht spurlos an der kanadischen Filmindustrie vorbei. Jedoch erholte sich diese wieder, so dass man im Jahr 2008 wieder mit steigenden Produktionszahlen rechnen konnte. In Vancouver finden regelmäßig die Vancouver International Film Festival statt.
Vancouver befindet sich ca. 1725 km von Hollywood USA entfernt. Das entspricht einem dreistündigen Flug oder einer 24-stündigen Autofahrt. Aufgrund dieser „relativen“ Nähe hat dies den Erfolg für Vancouver als Filmproduktionsstandort wesentlich positiv beeinflusst. Weitere Faktoren, die zu dieser Entwicklung beigetragen haben, sind die Ausstattung der Filmstudios, die Erfahrungen der Produzenten und Schauspieler als auch der Infrastruktur die Vancouver bzw. die Provinz zu bieten haben. Ein weiterer wesentlicher Vorteil ist, dass Vancouver in der gleichen Zeitzone liegt wie Los Angeles und es so zu keiner Zeitverschiebung kommt.
Viele Bücher wurden über die Entwicklung Vancouvers als Filmproduktionsstandort verfasst. Darunter zählen Hollywood North: The Feature Film Industry in British Columbia, Dreaming in the Rain: How Vancouver Became Hollywood North by Northwest und Hollywood North: The Feature Film Industry in British Columbia: An article from: Business History Review.
Die Zahlen für Produktionen in British Columbia betrugen in den vergangenen Jahren:
| Produktionsart             | Jahr 2009 | Jahr 2012 | Investitionen 2009 | Investitionen 20122 |
| -------------------------- | --------- | --------- | ------------------ | ------------------- |
| Kinofilme1                 | 56        | 82        | 627,3              | 487,6               |
| TV-Filme, Dokumentationen1 | 114       | 76        | 135,2              | 158,8               |
| TV-Serien1                 | 48        | 84        | 437,58             | 855,7               |
| Animationen1               | 21        | 31        | 71,3               | 211,1               |
| Insgesamt                  | 239       | 294       | 1,313              | 1,213               |

1 berücksichtigt kanadische und amerikanische Produktionen.
2 in Millionen $
3 jeweils in Milliarden $

## Toronto
Seit 1985 entwickelte sich auch die Millionenstadt Toronto, Ontario zu einem bedeutenden wichtigen Standort für die Filmindustrie in Nordamerika. Toronto zählt zu den drittgrößten Produktionsstädten für die Film- und TV-Produktionen in Nordamerika. In Toronto befinden sich die CineSpace Film Studios seit über zwanzig Jahren. Des Weiteren hat das große Unternehmen Alliance Atlantis seine Zentrale dort. Früher produzierte das Unternehmen eigene TV-Spielfilme heute ist es jedoch als Rechtehändler an den Filmen tätig und vermarktet die Filme in ganz Nordamerika sowie in Europa. Neben Alliance Atlantis hat auch Nelvana seinen Sitz in Toronto. Nelvana ist das größte Studio für animierte Filme in Kanada und zählt zu den größten Studios auf der Welt die Zeichentrick und andere Formate für Kinder produziert.
Filmport ist ein großes Filmstudio Neubauprojekt in Toronto. Es befindet sich im Industrieviertel in dem bis vor einigen Jahren das Unternehmen Imperial Oil eine Lagereinrichtung betrieben hatte. In der Nachbarschaft befinden sich viele kleinere Studios in mehreren Gebäuden. Es wird das größte Filmstudio in Toronto werden und soll dafür genutzt werden, Filme (Blockbuster) zu produzieren, die bisher in Toronto nicht produziert werden konnten. Der Betreiber dieses Studios wird das Unternehmen Pinewood Studios sein. Das Studio wird offiziell als Pinewood Toronto Studios benannt. Die Bauarbeiten für diesen Studiokomplex begannen im August 2006. Im August 2008 wurden die ersten Studiogebäude fertiggestellt, so dass das Studio offiziell eröffnet wurde. Die zweite Bauphase begann kurz daraufhin, so dass auch dieses Ende 2010 fertiggestellt wurde. Toronto ist auch wie Vancouver ein Veranstaltungsort für die Toronto International Film Festival. Daneben verfügt Toronto noch den Canada’s Walk of Fame.
Die für Film und Fernsehen zuständige städtische Behörde, die Toronto Film and Television Office gab bekannt, dass im Jahr 2009 insgesamt 877,84 Millionen $ für Fernseh- und Filmproduktionen investiert wurden.
| Produktionsart             | Jahr 2005 | Jahr 2009 |
| -------------------------- | --------- | --------- |
| Kinofilme1                 | 39        | 40        |
| TV-Filme, Dokumentationen1 | 44        | 131       |
| TV-Serien1                 | 84        | 95        |
| Animationen1               | 33        | 12        |
| Insgesamt                  | 200       | 266       |

1 Es werden sowohl US-amerikanische als auch kanadische Produktionen berücksichtigt.

## Québec
In der französischsprachigen Provinz Québec befindet sich ein großes Filmstudio in Montreal. Das Filmstudio Mel’s Cité du Cinéma verfügt über zwölf Produktionshallen mit einer Gesamtproduktionsfläche von 14.246 m2. Des Weiteren verfügt das Studio über sechs weitere Produktionshallen in Saint-Hubert mit einer weiteren Produktionsfläche von rund 6167 m². Neben den Produktionshallen verfügen die Studios über diverse Büro- und Lagerflächen. In diesen Studios werden französischsprachige als auch englischsprachige Filme, Serien und Shows produziert. Des Weiteren betreibt das Unternehmen Société Radio-Canada ein Filmstudio in Montreal. Es verfügt über sieben Produktionshallen mit einer Fläche von rund 2970 m².

## Weitere Filmstudios
In Alberta befindet sich das CFB Studio Centre. Dieses befindet sich in der Nähe von Calgary auf einem ehemaligen Militärgelände. Es verfügt über eine Fläche von rund 80 ha. In diesen Anlagen werden Filme und Serien produziert. Es verfügt über ein Studio, Büroflächen und weitere Einrichtungen. Das Studio verfügt über eine Fläche von 4645 m2. Die größten Projekte waren: Brokeback Mountain, Open Range, Snow Day, Rat Race, Shanghai Noon, Texas Rangers.
In Saskatchewan befinden sich die Canada Saskatchewan Production Studios in der Nähe von Regina. Dieses Studiokomplex verfügt über vier Produktionshallen mit einer Fläche 2831 m2. Neben diesen Hallen verfügen die Studios über Produktionsbüros und andere Einrichtungen. Das gesamte Studiogelände umfasst eine Fläche von rund 9300 m2.
In Manitoba befindet sich das Manitoba Production Centre in der Nähe von Winnipeg. Das Studio verfügt über eine Fläche von rund 1393 m2. Daneben verfügt es über weitere Einrichtungen auf dem Gelände. Die größten Filmproduktionen waren u. a.: Falcon Beach, You Kill Me, The Magic Flute (TV), 10.5, The Big White, Category 6: Day of Destruction, Shall We Dance?, The Saddest Music in the World, Fear X, 2030 C.E., The Toy Castle
In Ontario befinden sich des Weiteren die Sullivan Studios in Scarborough. Diese verfügen über vier Produktionshallen mit einer Fläche von rund 2924 m2. Daneben andere Einrichtungen wie Büros, Lager, Garderoben usw. Die Showline Harbourside Studios befinden sich in Toronto und verfügen über 5 Produktionshallen mit einer Fläche von rund 3771 m2.

## Filmproduktionsgesellschaften
Zu den größeren Filmproduktionsgesellschaften die ihre Filme, Serien und Shows weltweit vermarkten gehören u. a. Alliance Films mit Hauptsitz in Montreal. Entertainment One mit Hauptsitz in Toronto, sowie Lions Gate Entertainment mit Niederlassungen in Los Angeles und Vancouver sowie Cineflix Productions mit Hauptsitz in Montreal, welches sich vorwiegend auf Dokumentationen, Serien und Shows spezialisiert hat.

## Filme
Eine kleine Auswahl der Filme, die in Kanada produziert wurden:
- The 6th Day
- Akte X – Der Film und Jenseits der Wahrheit
- Alien vs. Predator (Film) und Alien vs. Predator 2
- Flug 507 – Gefangen im Zeitloch
- Final Speed – Stoppt den Todeszug!
- K19 – Showdown in der Tiefe
- Tornado – Niemand wird ihm entkommen!
- Silent Hill
- Total Recall (Remake 2012)

Folgende Serien wurden u. a. produziert:
- Akte X (die ersten Staffeln)
- PSI Factor – Es geschieht jeden Tag
- The Agency – Im Fadenkreuz der C.I.A.
- Gene Roddenberry's Andromeda
- The Border
- Flashpoint – Das Spezialkommando
- Highlander
- Battlestar Galactica (Neuinterpretation)
- Mac Gyver (Staffel 2–6)
- Suits
- Supernatural